# Rhododendron niveum
Rhododendron niveum är en ljungväxtart som beskrevs av Joseph Dalton Hooker. Rhododendron niveum ingår i släktet rododendron, och familjen ljungväxter. Inga underarter finns listade i Catalogue of Life.